# Dépôt (militaire)
Pour les articles homonymes, voir Dépôt.
 (juin 2009).
Si vous disposez d'ouvrages ou d'articles de référence ou si vous connaissez des sites web de qualité traitant du thème abordé ici, merci de compléter l'article en donnant les références utiles à sa vérifiabilité et en les liant à la section « Notes et références ».
En vocabulaire militaire, dépôt désigne premièrement la partie d'une unité militaire restant en garnison, deuxièmement le lieu ou la caserne où cette fraction est stationné, et troisièmement un organisme ou établissement militaire chargé de missions diverses.
On nommait, par exemple, dépôt général de la Guerre le service qui avait pour principale mission l'établissement, la gravure, l'archivage et la fourniture des cartes topographiques nécessaires aux armées, et dépôt des Gardes l'institution chargée de l'instruction des jeunes officiers, des enfants de troupe et des musiciens des Gardes françaises, etc.

## Première Guerre mondiale
Pendant la Première Guerre mondiale, les hommes blessés rétablis, les nouvelles classes, les récupérés, etc., étaient affectés au dépôt avant de partir ou repartir en campagne. On appelait dépôt commun le dépôt qui accueillait le régiment d'active et le régiment de réserve mis sur pied à la mobilisation.
Les compagnies d'instruction des dépôts portaient les n° restant disponibles une fois l'unité active et l'unité de réserve mises sur pied de guerre. Par exemple, dans le cas d'un régiment d'infanterie actif à 3 bataillons, cela donne, à la mobilisation :
- Compagnies de 1 à 12 : régiment actif
- Compagnies de 17 à 24 : régiment de réserve
- Compagnies de 13 à 16 : compagnies de dépôt (souvent attribuées aux territoriaux restant au dépôt)
- Compagnies de 25 à ... : compagnies de dépôt.
- Compagnies de 33 à 36 : compagnies des bataillons-dépôt (9e Bataillon)

Les régiments du Génie militaire étaient dissous en temps de guerre et laissaient place à un Dépôt de Guerre du Génie. Les Compagnies d'instruction étaient numerotées dans la série 100 pour tous les Dépôt de Guerre du Génie pendant la Première Guerre mondiale.

## Sources et références
1. ↑  Étienne Alexandre Bardin: Dictionnaire de l'armée de terre, Vol. 4, Perrotin, 1841, p. 2499
2. ↑  Précis des unités du Génie de 1793 à 1993 (ND) par le Cne(er) Giudicelli et le Maj(er) Dupire.